# Opius signatitibia
Opius signatitibia är en stekelart som beskrevs av Fischer 1966. Opius signatitibia ingår i släktet Opius och familjen bracksteklar. Inga underarter finns listade i Catalogue of Life.